# Nihat Baştürk
Nihat Bastürk, né le 22 octobre 1973 à Afyon (Turquie), est un footballeur turc.

## Carrière
Formé à Kemerspor, ce milieu de terrain axial signe à Gençlerbirligi en 1993. Prêté la première saison à Petrolofisi, il s'impose progressivement au sein du club d'Ankara, avec lequel il remporte notamment la Coupe de Turquie en 2001.
En janvier 2005, au cours de sa douzième saison au club, les deux parties se séparent. Le joueur est alors recruté par Antalyaspor dont il porte les couleurs une saison et demie, avant de connaître six mois de chômage. 
Il signe ensuite un contrat à Fethiyespor en janvier 2007, où il reste de nouveau dix-huit mois. En 2008, à bientôt 35 ans, il rejoint le club de sa ville natale, Afyonkarahisarspor (en), où il joue deux saisons dans les divisions inférieures, avant de mettre un terme à sa carrière professionnelle.

## Palmarès
- Vainqueur de la Coupe de Turquie en 2001 avec Gençlerbirligi
- Finaliste de la Coupe de Turquie en 2003 et 2004 avec Gençlerbirligi